# Saint-Loup-Lamairé

Saint-Loup-Lamairé este o comună în departamentul Deux-Sèvres, Franța. În 2009 avea o populație de 948 de locuitori.